# Laurence Bien
Laurence Bien (* um 1945) ist ein deutscher Journalist und ehemaliger Schauspieler.

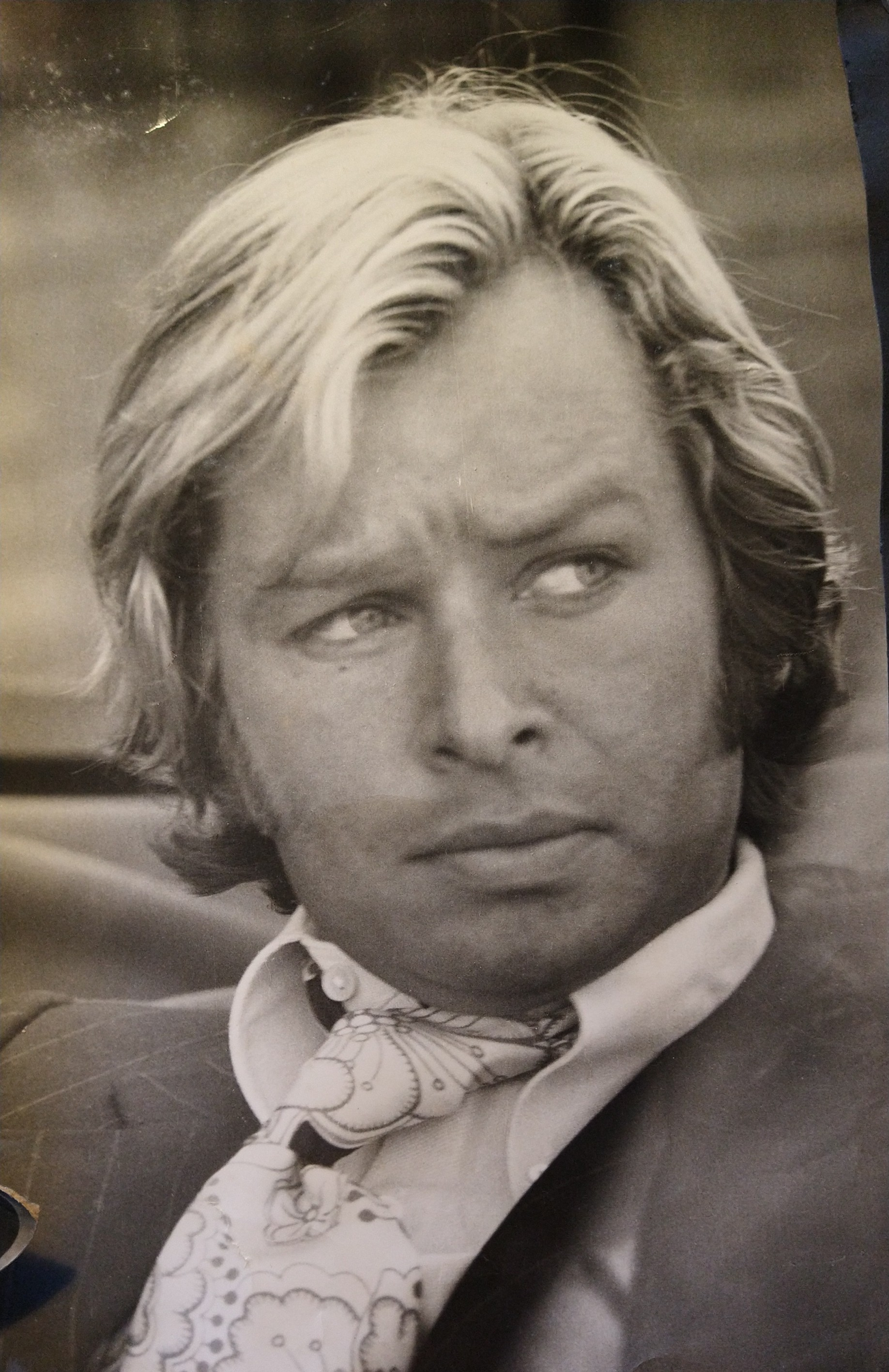
Laurence Bien am Set

Bien spielte zwischen 1969 und 1972 in knapp zehn Filmen, die fast alle dem Genre des Sexfilms zugerechnet werden können, die Rolle des jungen, agilen Mannes. 

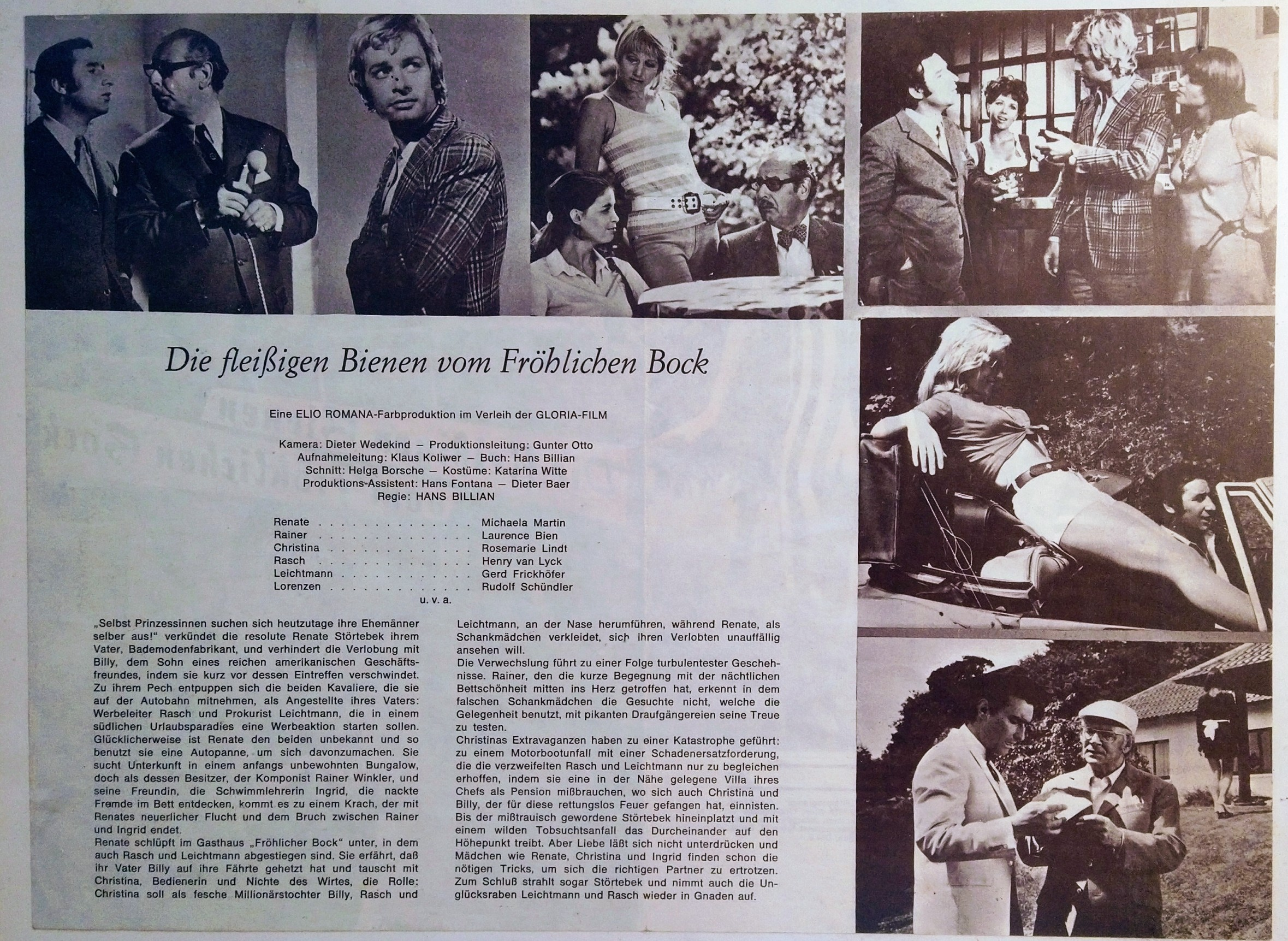
Laurence Bien

Nach einem Italowestern 1972 und insgesamt sechs Gastrollen bei den Krimiserien Der Kommissar und Derrick wandte sich der in München lebende Bien dem Journalismus zu. 

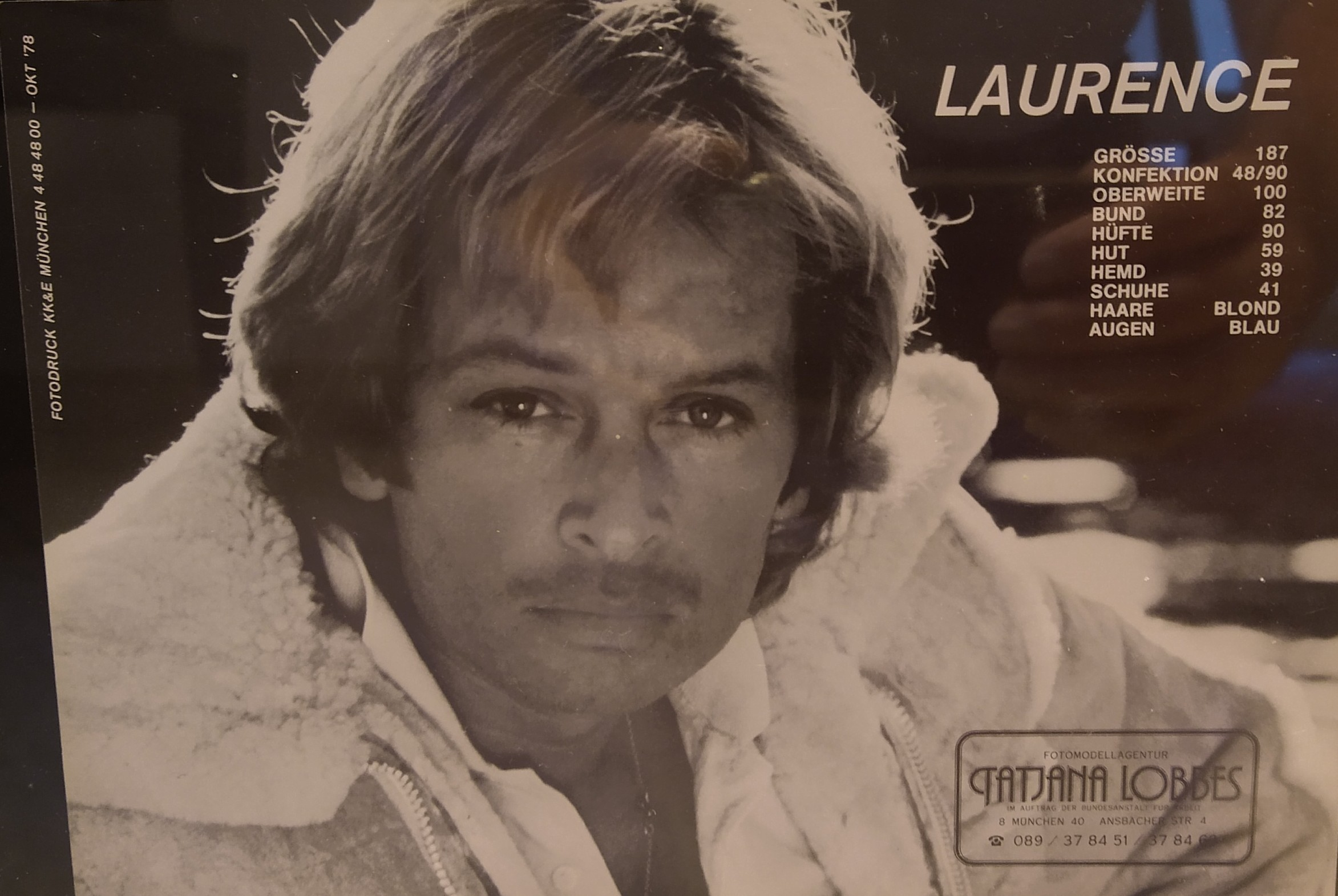
Laurence Bien Setkarte

Ab 1990 gab er für einige Jahre das Branchenblatt „BDB Nachrichten München“ heraus.

## Filmografie
- 1969: Madame und ihre Nichte
- 1969: Eros-Center Hamburg
- 1969: Der Kommissar: Keiner hörte den Schuss (Episode 7)
- 1970: Das Stundenhotel von St. Pauli
- 1970: Die fleißigen Bienen vom fröhlichen Bock
- 1970: Der Kommissar: Der Mord an Frau Klett (Episode 25)
- 1971: Hausfrauen-Report
- 1971: Urlaubsreport – Worüber Reiseleiter nicht sprechen dürfen
- 1971: Astrologie und Sexualität – Horoskope der Liebe
- 1972: Hochzeitsnacht-Report
- 1972: Der Kommissar: Mykonos (Episode 53)
- 1975: Der Kommissar: Die Kusine (Episode 88)
- 1976: Derrick: Schock (Episode 20)
- 1979: Porno erotico western